# Alessandro Bonci
Alessandro Bonci (Cesena, 10 febbraio 1870 – Viserba di Rimini, 8 agosto 1940) è stato un tenore italiano.

## Biografia
Nacque professionalmente al Conservatorio "Gioachino Rossini" di Pesaro, dove ebbe modo di lavorare con Carlo Pedrotti e Felice Coen. 
Fece il suo debutto come Fenton al Teatro Regio di Parma nel 1898, nel Falstaff di Giuseppe Verdi. Tale fu il suo successo che prima della fine della stagione fu ingaggiato dal celebre Teatro alla Scala di Milano, dove esordì ne I puritani. Seguirono apparizioni in tutta Europa. Il 3 dicembre 1906, salì sul palco della Manhattan Opera Company, ancora ne I puritani. Stette ben due stagioni nella famosa Compagnia, diventando per il pubblico una sorta di competitore di Enrico Caruso, il quale era allora la maggiore attrazione della rivale Metropolitan Opera, per il quale, peraltro, Bonci avrebbe poi firmato nel 1908.
Dopo la sua esperienza newyorchese, Bonci intraprese un lungo tour canoro intercontinentale durato più di un anno, fra il 1910 e il 1911 e, quindi, fu messo sotto contratto dalla Chicago Opera, nel 1914.
Il 30 dicembre 1913 fu iniziato in Massoneria nella Loggia Otto agosto di Bologna, divenne Maestro massone il 19 marzo 1914.
Scoppiata la prima guerra mondiale fu richiamato alle armi e servì fino alla fine del conflitto. Immediatamente dopo tornò negli Stati Uniti d'America per un tour di tre stagioni, che lo riportarono sul palco del Metropolitan e a Chicago. Fra il 1922 e il 1923 fu primo tenore del Teatro Costanzi di Roma. Dopo il 1925 cominciò a diradare i suoi impegni e a privilegiare la sua attività di maestro a Milano.

## Riconoscimenti
A lui la città di Cesena ha dedicato il teatro lirico cittadino. Le città di Roma, Bologna e Rimini gli hanno intitolato una via cittadina.